# Copa CEMAC de 2013
La Copa CEMAC 2013 es la octava edición del torneo de fútbol a nivel de selecciones nacionales de África Central organizado por la UNIFFAC y que contó con la participación de seis países de la región.
El anfitrión Gabón venció en la final a República Centroafricana para ganar el título por primera vez.

## Fase de grupos

### Grupo A
| País              | PTS | J | G | E | P | GF | GC |
| ----------------- | --- | - | - | - | - | -- | -- |
| Gabón             | 6   | 2 | 2 | 0 | 0 | 5  | 1  |
| Camerún           | 3   | 2 | 1 | 0 | 1 | 2  | 4  |
| Guinea Ecuatorial | 0   | 2 | 0 | 0 | 2 | 2  | 4  |

| Equipo 1          | Resultado | Equipo 2          |
| ----------------- | --------- | ----------------- |
| Gabón             | 3-0       | Camerún           |
| Camerún           | 2-1       | Guinea Ecuatorial |
| Guinea Ecuatorial | 1-2       | Gabón             |

### Grupo B
| País                     | PTS | J | G | E | P | GF | GC |
| ------------------------ | --- | - | - | - | - | -- | -- |
| República Centroafricana | 3   | 2 | 1 | 1 | 0 | 1  | 0  |
| Congo                    | 3   | 2 | 1 | 1 | 0 | 1  | 0  |
| Chad                     | 0   | 2 | 0 | 0 | 2 | 0  | 2  |

| Equipo 1                 | Resultado | Equipo 2                 |
| ------------------------ | --------- | ------------------------ |
| Chad                     | 0-1       | Congo                    |
| República Centroafricana | 1-0       | Chad                     |
| Congo                    | 0-0       | República Centroafricana |

## Fase Final
|  | Semifinales                  | Semifinales                  |   |                              | Final                        | Final |  |
|  |                              |                              |   |                              |                              |       |  |
|  |                              |                              |   |                              |                              |       |  |
|  | Bitam, 18 de diciembre       |                              |   |                              |                              |       |  |
|  | Congo                        | 0                            |   |                              |                              |       |  |
|  | Gabón                        | 1                            |   |                              |                              |       |  |
|  |                              |                              |   |                              |                              |       |  |
|  |                              |                              |   |                              | Bitam, 21 de diciembre       |       |  |
|  |                              |                              |   |                              | Gabón                        | 2     |  |
|  |                              | Rep.Centroafricana           | 0 |                              |                              |       |  |
|  |                              |                              |   |                              |                              |       |  |
|  |                              |                              |   |                              |                              |       |  |
|  |                              |                              |   |                              | Tercer lugar                 |       |  |
|  | Franceville, 18 de diciembre | Franceville, 18 de diciembre |   | Franceville, 20 de diciembre | Franceville, 20 de diciembre |       |  |
|  | Camerún                      | 0                            |   | Congo                        | 2                            |       |  |
|  | Rep.Centroafricana (DP 3-4)  | 0                            |   |                              | Camerún                      | 1     |  |

## Campeón
| Copa CEMAC 2013  |
| ---------------- |
| Bandera de Gabón |
| Gabón 1º Título  |

## Goleadores
4 goles
- Daniel Cousin

2 goles
- Thierry Makon

1 gol
- Moussa Limane
- Rudy Ndey
- Peque
- Thierry Fidjeu
- Edmond Mouele
- Bonaventure Sokambi
- Lionel Yacouya

Autogol
- Thierry Makon (contra Gabón)